# (8028) Joeengle
(8028) Joeengle ist ein Asteroid des äußeren Hauptgürtels, der am 30. August 1991 vom britisch-australischen Astronomen Robert McNaught am Siding-Spring-Observatorium in Australien bei einer Helligkeit von 17 mag entdeckt wurde. Nachträglich konnte festgestellt werden, dass der Asteroid bereits am 22. Oktober 1981 am Palomar-Observatorium sowie im November 1981 am Krim-Observatorium und im Oktober 1986 an der Anderson Mesa Station des Lowell-Observatoriums beobachtet worden war.
Der Himmelskörper wurde am 7. Februar 2012 nach dem ehemaligen US-amerikanischen Astronauten Joe Henry Engle (1932–2024) benannt. Der Air Force-Testpilot war der achte Pilot, der die X-15 flog und insgesamt 16 Flüge absolvierte. Für einen Flug auf 85.500 Meter Höhe erhielt er die Astronautenabzeichen der United States Air Force. Engle flog auch das Space Shuttle und war damit der einzige Mensch, der den Weltraum erreichte, bevor er als Astronaut ausgewählt wurde.

## Wissenschaftliche Auswertung
Eine Auswertung von Beobachtungen durch das Projekt NEOWISE im nahen Infrarot führte 2011 für den Asteroiden zu vorläufigen Werten für den Durchmesser und die Albedo im sichtbaren Bereich von 19,1 km bzw. 0,06. Nach der Reaktivierung von NEOWISE im Jahr 2013 und Registrierung neuer Daten wurden die Werte 2015 angegeben mit 14,1 km bzw. 0,11, diese Angaben beinhalten aber hohe Unsicherheiten.
Eine photometrische Beobachtung am 21. April 2017 ermöglichte eine vorläufige Bestimmung der Rotationsperiode zu etwa 9,1 ± 0,3 h.
Im Jahr 2023 wurde aus photometrischen Messungen von Gaia DR3 erstmals ein dreidimensionales Gestaltmodell des Asteroiden für eine Rotationsachse mit prograder Rotation und einer Periode von 8,6520 h berechnet.